# Comuna Davîdivka, Pîreatîn
Davîdivka (în ucraineană Давидівка) este o comună în raionul Pîreatîn, regiunea Poltava, Ucraina, formată din satele Davîdivka (reședința), Hurbînți, Krotî și Novi Martînovîci.

## Demografie
Componența lingvistică a comunei Davîdivka
     Ucraineană (97,55%)
     Rusă (2,29%)
     Alte limbi (0,16%)
Conform recensământului din 2001, majoritatea populației comunei Davîdivka era vorbitoare de ucraineană (97,55%), existând în minoritate și vorbitori de rusă (2,29%).